# Капанне
Капанне (італ. Capanne) — село (італ. curazia) в республіці Сан-Марино. Адміністративно належить до муніципалітету Фйорентіно.